# Hickman (Kentucky)
Hickman ist Verwaltungssitz des Fulton County im Westen des US-amerikanischen Bundesstaates Kentucky. Das U.S. Census Bureau hat bei der Volkszählung 2020 eine Einwohnerzahl von 2365 ermittelt. Die Stadt liegt am Mississippi, über den von Hickman die Fähre nach Dorena, Missouri verkehrt. Diese ist die einzige Fährverbindung zwischen den Staaten Missouri und Kentucky.

## Geografie
Hickman liegt auf 36° 34′ 2″ nördlicher Breite und 89° 11′ 11″ westlicher Länge. Die Stadt verfügt über eine Fläche von 9,3 km², von denen 9,2 km² aus Land bestehen.

## Demografie
Bei der Volkszählung im Jahre 2000 wurde eine Einwohnerzahl von 2.560 ermittelt. Diese verteilten sich auf 1.015 Haushalte in 665 Familien. Die Bevölkerungsdichte lag bei 277,6/km². Es gab 1.177 Gebäude, was einer Dichte von 127,7/km² entspricht.
Die Bevölkerung bestand im Jahre 2000 aus 64,06 % Weißen, 34,96 % Afroamerikanern, 0,08 % Indianern, und 0,04 % anderen. 0,86 % gaben an, von mindestens zwei dieser Gruppen abzustammen. 0,51 % der Bevölkerung bestand aus Hispanics, die verschiedenen der genannten Gruppen angehörten.
24,9 % waren unter 18 Jahren, 10,9 % zwischen 18 und 24, 26,8 % von 25 bis 44, 23,0 % von 45 bis 64 und 14,4 % 65 und älter. Das durchschnittliche Alter lag bei 36 Jahren. Auf 100 Frauen kamen statistisch 94,2 Männer, bei den über 18-Jährigen 90,2.
Das durchschnittliche Einkommen lag bei $21.655, das durchschnittliche Familieneinkommen bei $27.384. Das Einkommen der Männer lag durchschnittlich bei $25.625, das der Frauen bei $18.264. Das Pro-Kopf-Einkommen lag bei $11.573. Rund 24,8 % der Familien und 27,1 % der Gesamtbevölkerung lagen mit ihrem Einkommen unter der Armutsgrenze.

## Persönlichkeiten
- Elvis Jacob Stahr junior (1916–1998), Politiker, Heeresminister und College-Präsident